# Atherigona vittipennis
Atherigona vittipennis är en tvåvingeart som beskrevs av Stein 1920. Atherigona vittipennis ingår i släktet Atherigona och familjen husflugor. Inga underarter finns listade i Catalogue of Life.